# Jarl Andstén
Jarl Oskar Wilhelm Andstén (ur. 7 grudnia 1884 w Helsinkach, zm. 2 lipca 1943tamże) – fiński żeglarz, olimpijczyk.
Na regatach rozegranych podczas Letnich Igrzysk Olimpijskich 1912 wystąpił w klasie 8 metrów zajmując 4 pozycję. Załogę jachtu Örn tworzyli również Gustaf Estlander, Bertel Juslén, Carl-Oscar Girsén i Curt Andstén.
Brat Curta Andsténa, również żeglarza-olimpijczyka.